# Chelipoda intermedia
Chelipoda intermedia är en tvåvingeart som beskrevs av Smith 1962. Chelipoda intermedia ingår i släktet Chelipoda och familjen dansflugor. Inga underarter finns listade i Catalogue of Life.